# ماسایوکی اوکامورا
ماسایوکی اوکامورا (ژاپنی: 岡村 政幸؛ زادهٔ ۱۸ مهٔ ۱۹۷۷) یک بازیکن فوتبال اهل ژاپن است.
از باشگاه‌هایی که در آن بازی کرده‌است می‌توان به باشگاه فوتبال مونتدیو یاماگاتا اشاره کرد.